# 彼得·斯莫罗金
彼得·伊万诺维奇·斯莫罗金（俄语：Пётр Иванович Смородин，1897年—1939年），俄国革命家，共青团创始成员。在大清洗中被处决。

## 生平
1897年生于沃罗涅日省博林斯科耶区农民家庭。1911年开始在圣彼得堡机械厂工作，1917年5月加入俄国社会民主工党（布尔什维克），参加了十月革命。同年参与了列宁格勒共青团的成立。1920年进入俄国共青团中央委员会，担任列宁格勒共青团第一书记。1922年至1924年担任俄国共青团第一书记。1928年毕业于莫斯科共产主义学院。
1928年至1937年，历任联共（布）列宁格勒州委组织部书记，区委书记，列宁格勒州委第二书记。1930年，当选联共（布）中央委员会候补委员。
1937年9月，开始担任联共（布）斯大林格勒州委第一书记。1937年7月30日，斯大林格勒州三人法庭成员。1937年12月12日，当选苏联第一届最高苏维埃代表。1938年6月7日，被任命为联共（布）斯大林格勒市委第一书记。
1938年6月16日，被免去第一书记职务。6月22日因反党反革命罪名被捕。1939年2月25日被处决。
1954年12月1日，得到平反，恢复名誉。